# Christian von Lohenschiold
Christian Loheman von Lohenschiold (1714 – 2. november 1777) var en dansk-norsk officer, generalmajor, ridder af dannebrog.
Christian Loheman er søn af Gerhard Loheman, der var materialforvalter i Frederiksort, siden godsejer. Faderen blev 30. marts 1726 adlet med navnet von Lohenschiold. Slægten Loheman talte flere officerer i Bergenhusiske Regiment.
Christian von Lohenschiold blev den 22. januar 1742 fænrik réformé i Bornholms gevorbne Inf.-Reg. (ansat den 16. april), 1744 den 11. september sekondløjtnant i Römelings gevorbne Inf.-Reg., 1746 den 25. april kar. premierløjtnant, 1747 den 29. marts virkelig premierløjtnant, 1749 kar. kaptajn, 1750 i premierløjtnants nr. i Ulrichsdals gevorbne Inf.-Reg., 1752 virkelig kaptajn, 1753 kaptajn i Livgarden til fods i København, 1757 generaladjudant hos kongen, o. 1757 oberstløjtnant, 1760 den 12. november kar. oberst, fik 1761 tilladelse til at bære den franske orden Pour le Mérite Militaire, gjorde i 1762 tjeneste under grev Claude-Louis de Saint-Germain. Fra 24. september 1763 til sin død var han chef for Søndenfjeldske gevorbne Inf.-Reg., der var i Frederikshald, Østfold fylke (regimentet blev oprettet 1701, hed da det Norske ene Gev.-Regt., men fik 23/8 1758 navn af det Søndenfjeldske gev. Inf.-Regt. 1760 lå det i Pinneberg, nær ved Hamborg). 1772 den 4. september udnævnt til generalmajor. 1774 den 21. oktober blev Ridder af Dannebrog benådet til Otto Christian von Lohenschiold (1714-1777), generalmajor. Valgsprog: Prudens qui patiens.
Christian von Lohenschiold, oberst af infanteriet, generaladjudant og kaptajn ved fodgarden, blev 20. oktober 1762 viet med Elisabeth Mariane Fabritius (1737 - 3. februar 1776), de fik ingen børn. Han døde 2. november 1777 i Frederikshald.
Chefen for det Norske gevorbne regiment, oberst Jobst Conrad Rømeling, anfører i sin konduitliste dateret Christiania 8. januar 1746: "Premier Lieutenant Christian Lohenskiold. Af maadelig Høyde og seer temmelig vel ud, fører sig vel op og inclinerer til ingen U-dyd, har got Begreb. Har gjort den sidste Campagne med den Franske armée og formedelst die [sic] solide relationer, han har sendt mig saavel om den Bataille de Fontenac, som af alle forefaldne Belysninger sees at hand vender tiiden vel an og at han vil blive en capabel Officier. Har studeret og skrifver ziirlig j Tydsk og Fransk Sprog".

## Anmærkning
I Danmarks Adels Aarbog 1938 er Christian blevet sammenblandet med broderen Otto Christian von Lohenschiold (de), født 1720 i Kiel. Der til gengæld er udeladt.
I Personalhistorisk Tidsskrift 1909, side 123: Danske, norske og holstenske Studenter indskrevne ved Universitetet i Strassburg ved K. Carøe og C. E. A. Schøller, skrives: Matricula Serenissimorum et Illustrissimorum. 1746 23. Juni, O. C. de Lohensschiold, Ill. [ill.] Comitis de Degenfeld Ephorus. Carøe og Schøller har tilføjet, at den immatrikulerede er Christian Lohenschiold, født 1714, død 1777, Generalmajor, hvid Ridder. Carøe og Schøller kendte klart at se ikke broderen Otto Christian. Og de har udeladt et par oplysninger. Indføringen lyder: 1746 Juni 23. Matricula Serenissimorum et Illustrissimorum. [Løbenr.] 387.  A. C. Comes de Degenfeld Schömberg. 387a.  O. C. de Lohensschiold, Ill. [ill.] Comitis de Degenfeld Ephorus. - ved mange er anført et stednavn, ved nogle endog hvor de er indlogeret. Serenissimorum betyder person af den høje adel. I biografier over Otto Christian oplyses, at han, efter endt studie, i årene 1744 og fremover ledsagede arveprinsen af Nassau-Weilburg, siden den unge greve von Degenfeld-Schomberg til Lausanne og Straßburg. Så er der ingen tvivl: den i 1746 immatrikulerede hedder Otto Christian. Carøe's og Schøller's fejltolkning blev i 1938 gentaget af Louis Bobé, den kendte, flittige og meget anerkendte personalhistoriker. Bobé kendte åbenbart ikke Otto Christian, født 1720, og gav så Christian, født 1714, navnet Otto Christian og lader ham endog studere i Jena indtil 1742 (lidt mystisk, sjældent kender man data for hvornår et studie blev bragt til ende; med mindre man kender data for candidat eksamen) foruden at lade ham indskrive 1746 i Straßburg. I personregisteret til matriklen for universitetet i Jena er kun nævnt een von Lohenschiold: Otto Christianus a Lohenschiold, Eques Slesvicensis, der immatrikuleredes i efteråret 1739.